# Ligero
Il ligero è un tipo di foglia di tabacco che si trova vicino alla parte superiore di ogni pianta. Più lente a maturare rispetto alle foglie seco e viso, che si trovano al centro della pianta, o alle foglie di volado, che bruciano facilmente, nella parte inferiore, le foglie di ligero hanno una consistenza ruvida, bruciano più lentamente delle altre e producono un fumo dal gusto deciso e speziato. Tali foglie sono selezionate per la fabbricazione di sigari particolarmente corposi e, proprio in virtù della loro già citata combustione lenta, vengono arrotolate per essere poste proprio al centro del fascio di riempimento del sigaro.

## Descrizione
Tra i fattori chiave che influenzano la densità e il sapore del fumo di tabacco, oltre alla varietà di quest'ultimo, al clima e al tipo di terreno, figura anche la parte della pianta da cui vengono raccolte le foglie con cui fabbricare il prodotto. Queste ultime, infatti, non maturano tutte allo stesso momento, bensì dal basso verso l'alto e vengono quindi raccolte, in una serie di fasi successive, man mano che diventano pronte. Via via che gli strati di foglie vengono raccolti, e con il passare del tempo, i nutrienti si concentrano quindi nelle foglie a maturazione più lenta, che rimangono nella parte superiore della pianta e che vanno quindi a costituire un tabacco da sigaro dal gusto più intenso e saporito, nonché più ricco di nicotina. Dalla quantità di ligero presente in un sigaro dipende anche il cosiddetto "periodo malato" del sigaro, ovvero quel lasso di tempo variabile, che di solito va da un mese a un anno dopo la fattura, in cui il sigaro va lasciato invecchiare onde far sì che termini quella microfermentazione presente al suo interno che darebbe altrimenti un forte sentore ammoniacale al fumatore; in particolare, quanto più ligero è presente nella ligada, ossia nella mescola di tabacco che si usa per produrre il sigaro, tanto più lungo è il tempo di invecchiamento di quest'ultimo.
Ciò che maggiormente contribuisce alla maggior consistenza e al sapore più intenso delle foglie di ligero, rendendole anche particolarmente spesse, è la loro diretta e prolungata esposizione al sole. Proprio il loro ispessimento e la loro untuosità fanno sì che le foglie di ligero brucino con più difficoltà rispetto ad altre foglie di tabacco. Di conseguenza, esse vengono arrotolate per essere disposte nel centro del fascio di riempimento del sigaro, in modo che quest'ultimo possa essere mantenuto acceso dalla più facile combustione delle foglie più esterne.